# Rejon bałtaczewski
Rejon bałtaczewski (ros. Балтачевский район) – jeden z 54 rejonów w Baszkirii. Stolicą regionu jest Starobałtaczewo.
100% populacji stanowi ludność wiejska, ponieważ w regionie nie ma żadnego miasta.